# アン・ネサン
アン・ネサン（朝: 안내상、1964年12月25日 - ）は、韓国大邱広域市出身の俳優。

## 学歴
- ソウル・ペミョン高等学校[1]
- 延世大学校神学科卒業[1]

## 経歴
1994年短編映画『白色人』で演技活動を開始。 長編映画では1997年チャン・ソヌ監督の映画『悪い映画』でデビューし、『オアシス』で比較的重要な役であるハルを演じた。また、演劇『ライア』、ドラマ『噂のチル姫』にも出演した。

## 演技活動

### 映画
- 白色人（1994年）） -　監督ポン・ジュノ
- 悪い映画（1997年） - 演技者ペンリョ役
- 恐怖タクシー（2000年） - ホン課長役
- 傘（2000年） - 夫役
- 不朽の名作（2000年） - ミン室長役
- ダイアナ（2001年）
- ジャングル ジュース（2002年） - ブルテ役
- 欲望（2002年） - キュミン役
- 公共の敵（2002年） - イ刑事役
- オアシス（2002年） - ホン・ジョンイル役
- 2424（2002年） - チャンオプ役
- 黄山ヶ原（2003年） - キム・ポブミン役
- 菊花の香り（2003年） - パク先輩役
- 大韓民国憲法第1条（2003年） - ト・ミンウ役
- マルチュク青春通り（2004年） - 数学先生役
- Rポイント（2004年） - カン大尉役
- 九歳の人生（2004年7） - 担任役
- シシルリ2km（2004年） - クンテ役
- ティー,タイム（2004年）
- マラソン（2005年） - ジョウォンパパ、ヒグン役
- 強力3班（2005年） - パク室長役
- 狂気の歴史（2005年）
- 恋の罠（2006年） - 王役
- 良い暮らしをしてみよう（2006年） - チャンス役
- フライ・ダディ（2006年） - 交差路運転者役(友情出演)
- 鮭の夢（2006年） - ク・テジュン役
- 君の話を信じろとのものよ（2007年）
- 極楽島殺人事件（2007年） - イ記者役
- 二人だ（2007年） - カイン担任役
- イブの誘惑-良い妻（2007年） - サンホ役
- 水ください（2007年） - ソ部長役
- 宿命（2008年） - チャ・カンソプ役
- ポエトリー アグネスの詩（2010年） - キボムお父さん役
- 鞭（2011年） - トヨル役
- チャンス（2011年） - ドソク役
- グッバイ ボーイ（2011年） - ギョンシク役
- 年と（2012年） -  (友情出演)
- 青ブドウ アメ:17年前の約束（2012年） - (特別出演)
- 音痴クリニック（2012年） - 屋台お客さん役(特別出演)
- パイレーツ（2014年） - チョン・ドジョン役
- ラスト・プリンセス 大韓帝国最後の皇女（2016年） - キム・ファンジン役
- 失われた殺人の記憶（2019年）
- ソウルの春（2023年） - ハン・ヨング（黄永時（朝鮮語版）がモデル）役

### テレビドラマ
- 一人でないのさ（2004年、SBS） - 編集長役
- 不滅の李舜臣（2004年-2005年、KBS1） - チョン・ヨリプ役
- シャープ2（2005年、KBS2） - 担任の先生チェ・ソンボム役
- 18・29〜妻が突然18才!?（2005年、SBS） - ソ・ユンオ役
- 復活（2005年、KBS2） - ユ・コナ下役
- 噂のチル姫（2006年、KBS2） - ワン・ソンテク役
- 鮭の夢（2006年、KBS2） - テジュン役
- 四捨五入3（2006年、KBS2） - 担任先生チェ・ソンボム役
- デジタル多細胞少女（2006年、DMB） - 先生役
- 沈清の帰還（2007年、KBS2） - ファン県監役
- クライム シーズン1（2007年） - 検事役
- 新・別巡検（2007年、MBC） - ペ・ボックン役
- 漢城別曲（2007年、KBS2） - 正祖役
- 糟糠の妻クラブ（2007年、SBS） - ハン・ウォンス役
- いかさま師〜タチャ（2008年、SBS） - コニの父ミョンス役
- 男の話（2009年、KBS2） - キム・ウク役
- シンデレラマン（2009年、MBC）
- 太陽を飲み込め（2009年、SBS） - スチャン役
- カインとアベル（2009年、SBS） - 神経外科課長チョ・ヒョンテク役
- 天使の誘惑（2009年、SBS）
- 怪しい三兄弟（2009年、KBS） - キム・コンガン役
- 成均館スキャンダル（2010年、KBS2） - 博士チョン・ヤギョン役
- チョ・ウンジ ファミリー（2010年、MBC） - テピョン役
- マイ・プリンセス（2011年、MBC） - 純宗役
- ロイヤル ファミリー（2011年、MBC) - チョ・ドンジン役
- ボスを守れ（2011年、SBS） - 悪徳私債業者役(特別出演)
- 栄光のジェイン（2011年、KBS2） - ユ・イルク役(特別出演)
- 格好よく生きるのだ（2011年、SBS） - サングラス男役(特別出演)
- ハイキック3 -短足の逆襲-（2011年-2012年、MBC） - アン・ネサン役
- 太陽を抱く月（2012年、MBC） - 成祖役
- 神のクイズ 3（2012年、OCN） - 刑事ペ・デシク役
- メイクィン（2012年、MBC） - チョン・ホンチョル役
- 家族の写真（2012年、SBS） - ハン・サンテ役
- 伏魔殿（2012年、KBS2） - イム・ヨンナム役
- 7級公務員（2013年、MBC） - キム・ウォンソク役
- おバカちゃん注意報（2013年、SBS） - コン・サンマン役
- 私の恋愛のすべて（2013年、SBS） - ソン教授役
- メディカルトップチーム（2013年、MBC） - チャン・ヨンソプ役
- ワンダフル・ラブ〜愛の改造計画〜（2013年、SBS）
- 黄金の虹（2013年、MBC） - チョン・オクチョ役
- 本当に良い時代（2014年、KBS） - ソン・ギョンピル役（特別出演）
- 私はチャン・ボリ!（2014年、MBC） - チャン・スボン役
- ユナの街（2014年、JTBC） - ポン・ダルホ役
- イニョプの道（2014年-2015年、JTBC） - イ・バンウォン役
- キルミーヒールミー（2015年、MBC） - チャ・ジュンピョ役
- 今日から愛してる（2015年、KBS2） - ユン・テホ役
- 華政（ファジョン）（2015年、MBC） - ホ・ギュン役
- 初めてだから（2015年、OnStyle） - テオの父役
- 錐（きり）（2015年、JTBC） - ク・ゴシン役
- いとしのクム・サウォル（2015年-2016年、MBC） - チュ・ギファン役
- ハッピー・レストラン～家和萬事成～（2016年、MBC） - キム・ミンソク役
- タンタラ〜キミを感じてる〜（2016年、SBS） - ピョン・ギルジュ役
- あなたは贈りもの（2016年、SBS） - ハン・ギョンス役
- 元カレは天才詐欺師 〜38師機動隊〜（2016年、OCN） - チョン・ガプス役
- 雲が描いた月明り（2016年、KBS2） - チョン・ヤギョン(茶山)役
- 黄金のポケット（2016年-2017年、MBC） - クム・ジョンド役
- オー・マイ・クムビ（2016年-2017年、KBS） - フィチョルの亡父役
- ソロモンの偽証（2016年-2017年、JTBC） - コ・サンジュン役
- 逆賊-民の英雄ホン・ギルドン-（2017年、MBC） - ソン・ドファン役
- 復讐のカルテット（2017年、SBS） - ナ・デイン役
- 愛の温度（2017年、SBS） - オン・ヘギョン役
- ただ愛する仲（2017年-2018年、JTBC） - ハ・ドンチョル役
- ミスティ（2018年、JTBC） - カン・ギジュン役
- 無法弁護士〜最高のパートナー〜（2018年、tvN） - チェ・デウン役
- ハンムラビ法廷〜初恋はツンデレ判事!?〜（2018年、JTBC） - ソウル中央地裁首席部長判事役
- 親愛なる判事様（2018年、SBS） - 裁判長役
- 客 The Guest（2018年、OCN） - ヤン・ユンモ役
- 胸部外科（2018年、SBS） - ク・ヒドン役
- 皇后の品格（2018年-2019年、SBS） - アン刑事役
- 悪い刑事（2018年-2019年、MBC）
- がんばれ！プンサン（2019年、KBS）
- ヨンワン様のご加護（2019年、MBC） - シム・ハッキュ役
- まぶしくて〜私たちの輝く時間〜（2019年、JTBC） - キム・テサン役
- ザ・バンカー（2019年、MBC） - ユク・グァンシク役
- 私の国（2019年、JTBC）- ナム・ジョン役
- リーガル・ハイ（2019年、JTBC） - ソ・ドンス役
- 凍てついた愛（2019年、JTBC） - ソンホの担当医役
- ハイバイ、ママ!（2020年、tvN） - チャン教授役
- おかえり（2020年、KBS） - キム・スピョン役
- ユ・ビョルナ！ムンシェフ（2020年、channelA） - イム・チョリョン役
- ドドソソララソ（2020年、KBS） - ムン秘書役
- 恋の始まりは出馬から!?（2020年、KBS） - チョ・メンドク役
- 18アゲイン（2020年、JTBC） - ムン・サンフィ役
- 場合の数（2020年、JTBC） - イ・ヨンファン役
- 僕のヤバイ妻（2020年、MBN） - ノ・チャンボム役
- 暗行御史：朝鮮秘密捜査団（2020年-2021年、KBS） - チャン・テスン役
- LUCA：The Beginning（2021年、tvN） - リュ・ジュングォン役
- マウス（2021年、tvN） - パク・ドゥソク役
- ロースクール（2021年、JTBC） - ソ・ビョンジュ役
- 大丈夫じゃない大人たち〜オフィス・サバイバル〜（2021年、MBC）
- 悪魔判事（2021年、tvN） - ミン・ジョンホ役
- ザ・ロード：1の悲劇（2021年、tvN） - チェ・ナムギョ役
- 最愛の敵〜王たる宿命〜（2022年、KBS） - ソンジョン役
- 朝鮮精神科医ユ・セプン（2022年、tvN） - 前王役

## 受賞
- 2008年 - SBS 演技大賞演技賞、10大スター賞
- 2010年 - 第11回大韓民国映像大賞タレント部門フォトジェニック賞
- 2011年 - MBC放送演芸大賞コメディシットコム人気賞受賞